# Michiel van der Borch

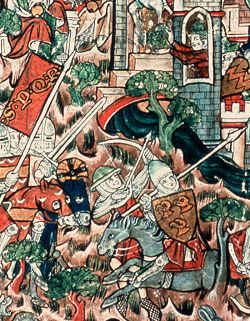
De verwoesting van Jeruzalem

Michiel van der Borch (- na 1364) was een Nederlands boekverluchter en de eerste bij naam bekende miniaturist die actief was in de Noordelijke Nederlanden.
De naam van Michiel van der Borch is verbonden aan de Rijmbijbel van Jacob van Maerlant. Hij illustreerde dit op perkament geschreven handschrift in 1332 en voorzag het werk van 64 miniaturen.
De identificatie van de kunstenaar en de datering van het werk komt voort uit het feit dat hij een paginagrote miniatuur in het boek voorzag van zijn naam in de vorm van een bijschrift dat luidde: 'Doe men scref int iaer ons heren m.ccc.xxx.ij. verlichte mi Michiel van der borch' (In het jaar 1332 werd ik geïllustreerd door Michiel van der Borch). Dit feit maakt de Rijmbijbel tot het vroegste gesigneerde en gedateerde verluchte handschrift uit de Noordelijke Nederlanden. Dit exemplaar van de Rijmbijbel is in het bezit van het Museum Meermanno in Den Haag en is een van de rijkst geïllustreerde exemplaren die bewaard is gebleven.
Bekend is dat Van der Borch, ook wel Michiel de verluchter genoemd, in 1322 werd ingeschreven als burger van Utrecht. Dat kan betekenen dat hij daarvoor elders woonde. Ook wordt wel verondersteld dat hij oorspronkelijk uit de zuidelijke Nederlanden afkomstig was of daar in elk geval een opleiding had gevolgd. De veronderstelling is gebaseerd op de door de kunstenaar toegepaste schilderstijl en mogelijk ook door de door hem gebruikte verf.
Uit een oorkonde uit de jaren 60 van de 14e eeuw blijkt dat de kunstenaar getrouwd was met ene Liesbet en zeker twee kinderen had, een zoon Jan en een dochter Barbara.